# アセトキシブチニルビチオフェンデアセチラーゼ
アセトキシブチニルビチオフェンデアセチラーゼ(Acetoxybutynylbithiophene deacetylase、EC 3.1.1.54)は、以下の化学反応を触媒する酵素である。
5-(4-アセトキシブト-1-イニル)-2,2'-ビチオフェン + 水{\displaystyle \rightleftharpoons }5-(4-ヒドロキシブト-1-イニル)-2,2'-ビチオフェン + 酢酸塩
従って、基質は5-(4-アセトキシブチニル)-2,2'-ビチオフェンと水の2つ、生成物は5-(4-ヒドロキシブチニル)-2,2'-ビチオフェンと酢酸塩の2つである。
この酵素は加水分解酵素に分類され、特にエステル結合に作用する。系統名は、(5-(4-アセトキシブト-1-イニル)-2,2'-ビチオフェン O-アセチルヒドロラーゼ(5-(4-acetoxybut-1-ynyl)-2,2'-bithiophene O-acetylhydrolase)である。